# Fota Wildlife Park
フォタ島野生生物園（フォタとうやせいせいぶつえん 英: Fota Wildlife Park）はアイルランドのコーク州キャリトヒル近郊のフォタ島にある野生生物の展示施設で1983年開設。面積は100-エーカー (40 ha) 、非営利公益団体が独立資金により運営し、アイルランドの主要な観光地かつ野生生物保護の現場の1つである。年間来園者数は45万5559人（2017年時点）、また同年、アイルランド国内の有料の施設で人気は第11位だった。 
園内にくらす鳥類50種、ほ乳類およそ30種を数え、ワオキツネザルやワラビーのように一部の動物は来園者の通路を自由に歩き回り、キリンやバイソンなど柵の向こうで暮らす大型動物の展示は、生態の邪魔にならないよう、また来訪者がその動物を観察しやすいように設計してある。当園ではレッサーパンダ、バク、フクロテナガザル他も飼育する。

## 沿革と発展

### 成り立ち
かつてフォタ島を所有したスミスバリー家は、12世紀にアイルランドにやってきたノルマン人の子孫だという。もともと広大だった所領は時代とともにせばまり、この島のみになった。土地と家屋は1975年、ユニバーシティ・カレッジ・コークに買い上げられた。
その間、ダブリン動物園は敷地内の限界まで使い尽くしており、1979年に園長からアイルランド動物学会に野生生物園の企画を提言し、用地候補としてフォタ島があがった。学会と年内に正式合意にいたり、また地権者の大学とはライセンス契約を結んで土地の無償供与を取り付けると、フォタ野生生物園はアイルランド動物学会との共同プロジェクトとして発足する。ダブリンとコークの両市に資金調達委員会が設けられると、開発資金は全額、公的な寄付金で手当てし、政府助成金（Bord Fáilte助成金）は敷地境界の柵建築にあてられた。
当園に動物の移送が始まったのはおよそ3年後の1982年後半であり、1983年の夏に当時のアイルランド大統領パトリック・ヒラリー博士が開園を宣言した。

## 施設
開園時間
訪問者は毎日フォタワイルドライフパークを訪れることができます午前10時00分から午後6時00分まで

## その後の発展

### チーター・ラン

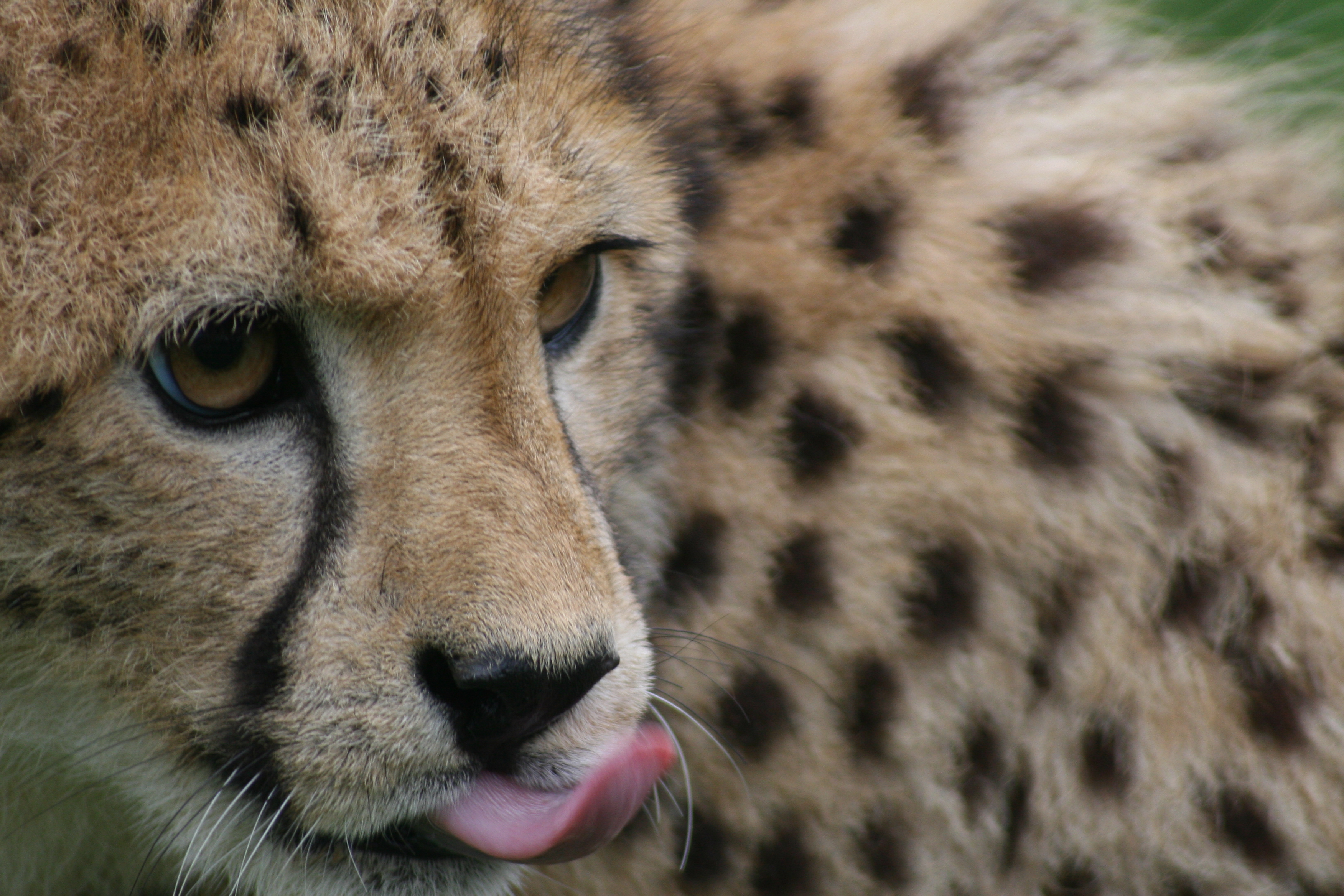
フォタ島野生生物園のチーター

チーターはその性質上、獲物をとる必要がないと身体を動かさない。そこで運動に加えて生態を豊かにする目的で、当園は2006年に「チーター・ラン」を設置した。地上10フィート (3.0 m) にワイヤーを張り、えさを吊り下げておよそ時速 65 km で移動させる機構である。

### 教育センター
教育センターは園の保全と教育の使命の一環として開設した。生態学と保全を含むさまざまな主題のコースがある。対象は小中学校で、センターでは学校の夏休みに合わせてサマーキャンプも運営する。教育プログラムの参加児童生徒数は年平均1万5000人。

### 大型ネコ科動物とトロピカルハウス
当園は2013年6月22日に30周年を迎え 、その記念の年に「トロピカルハウス」と27エーカー (110,000 m2)の「アジアのサンクチュアリ」の追加を発表した。2017年時点で「アジアのサンクチュアリ」にはスマトラトラ、インドサイ、シシオザルとインドライオンの生息域をそれぞれ開設した。

## 主な受賞
フォタ島野生生物園はミュンスターとコークの両市より「家族向けの最良の行き先」賞を複数回、受賞してきた。2016年11月にはCustomer Experience Insights（CXi）社から「年間最優秀体験型施設賞」Experience Destination of the Year を受け、また旅行口コミサイトのトリップアドバイザーが発表する「2015年旅行者が選んだ賞」でヨーロッパの動物園/生物園部門トップ25に入った。

## テレビ番組
2020年初頭時点で、当園はヴァージン・メディア・テレビのドキュメンタリーシリーズで取り上げられ、『Fota：Into the Wild』として2年にわたって園内でカメラを回したほか、当園の職員が関わる園内外のより範囲の広い保護活動の一部を取材、マダガスカルとルーマニアのプロジェクトをふくめてロケ撮影も行った。

## 動物と生息地

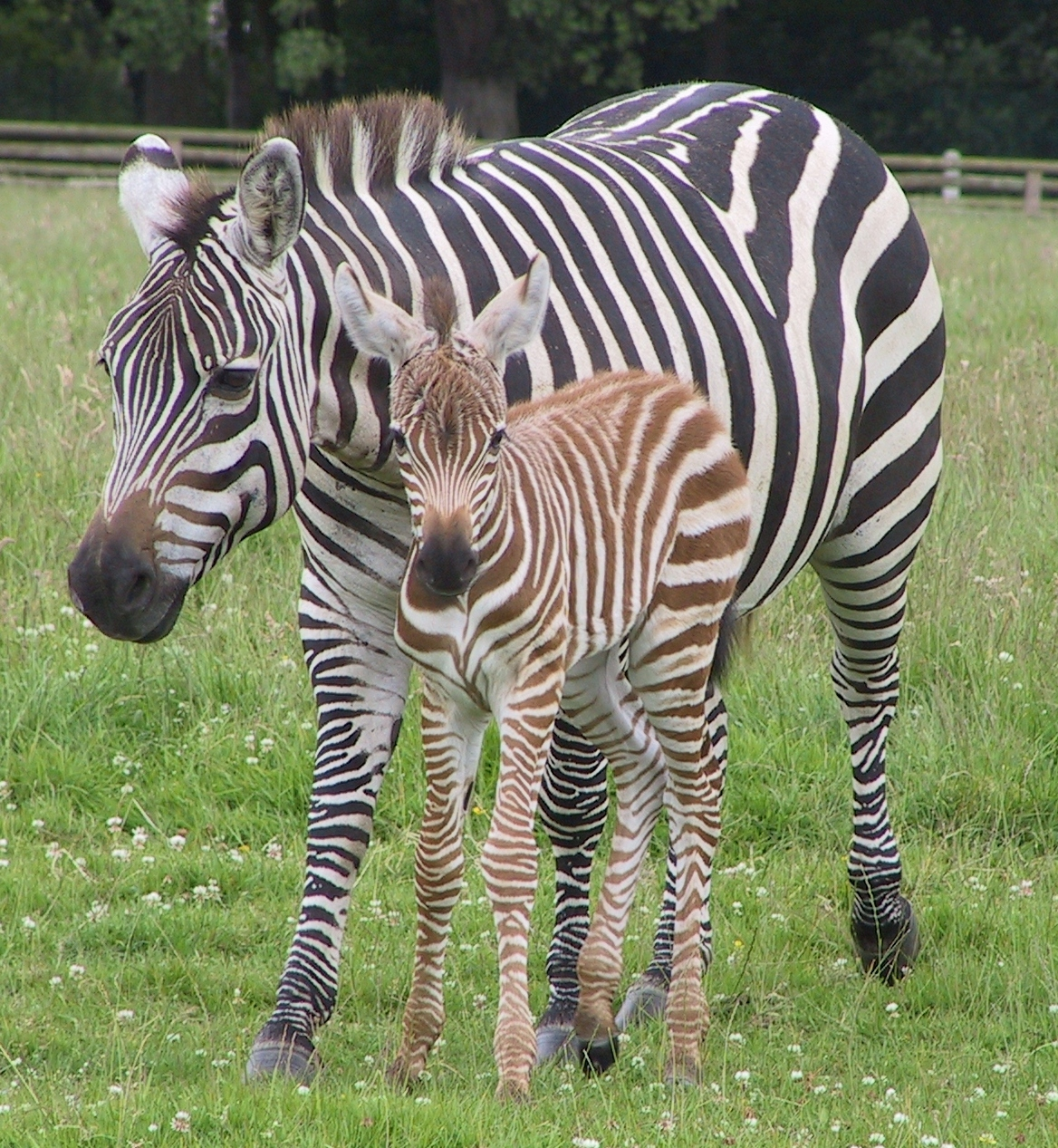
シマウマの親子

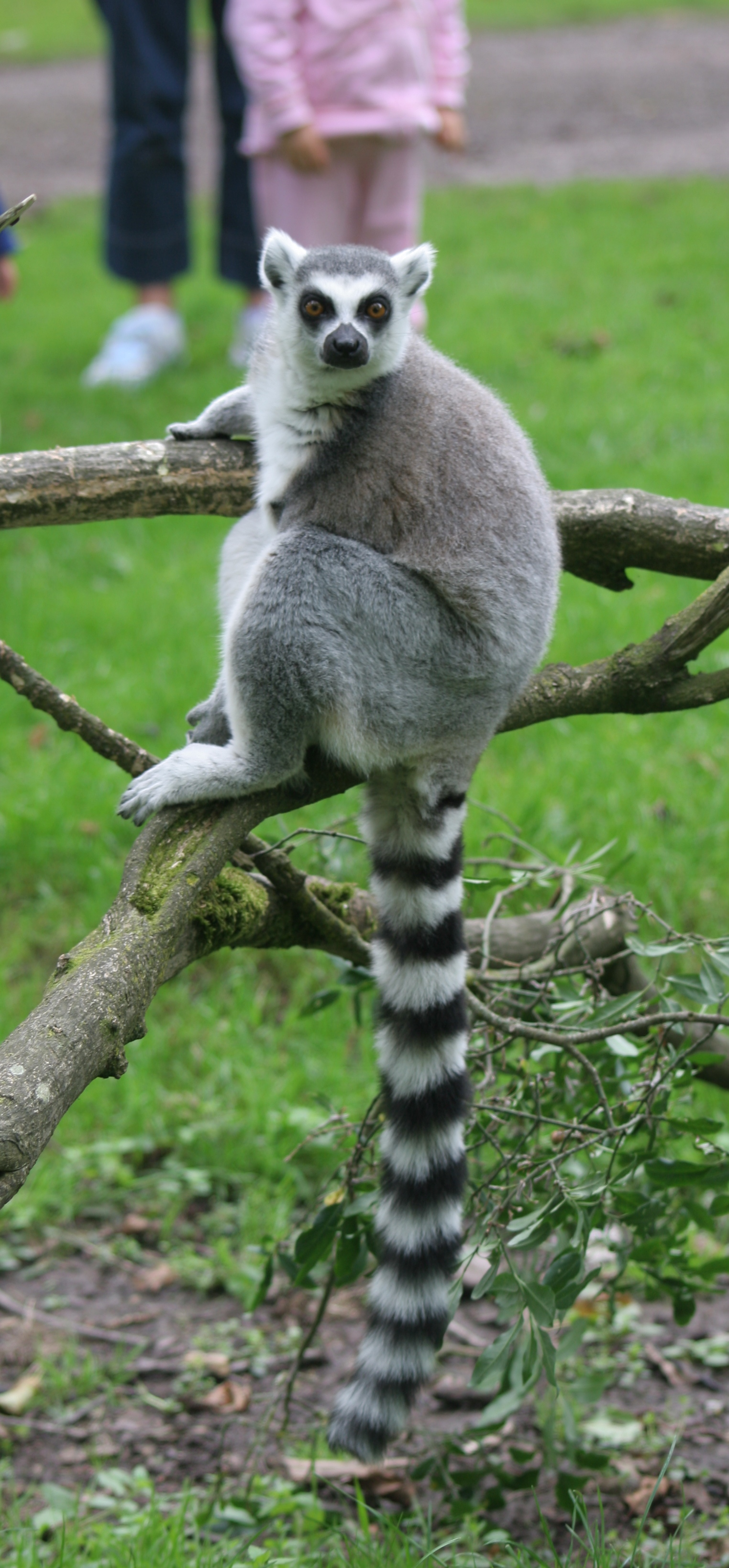
放し飼いのワオキツネザル

当園の動物や鳥類はさまざまな生息地から来ており、野生環境の多くは人間活動の影響で脅威にさらされている。当園ではスーダンのチーターを対象にヨーロッパ絶滅危惧プログラム（EEP）を運営するかたわら、カフエのリーチュエとリーチュエについてはリーチュエ欧州血統登録台帳（ESB）を率いる。
園内には生息地と地域ごとにまとめた展示区域が複数あり、「アジアのサンクチュアリ」もそのひとつで、スマトラトラに加えてビサヤシカ、ビサヤイボイノシシ、シシオザル、インドサイ、インドライオンを展示する 。「アフリカのサバンナ」区域にはダチョウ、グラントシマウマ、シロオリックス、ロートシルトキリンが生息する。「トロピカルハウス」（2014年オープン）には熱帯植物340種をそろえ、爬虫類3種、両生類9種、魚28種、蝶14種を展示した。ペンギンなどの水生鳥類数種、チリーフラミンゴおよびモモイロペリカンは「猿の島」周辺の湿地で観察でき、島区域にはクロホエザル、コロンビアクモザルおよびフクロテナガザルテナガザルやキツネザルを収容する。またオオカンガルー、アカクビワラビー、マラなど一部のほ乳類や有袋類は一定の区画で放し飼いにしてある。

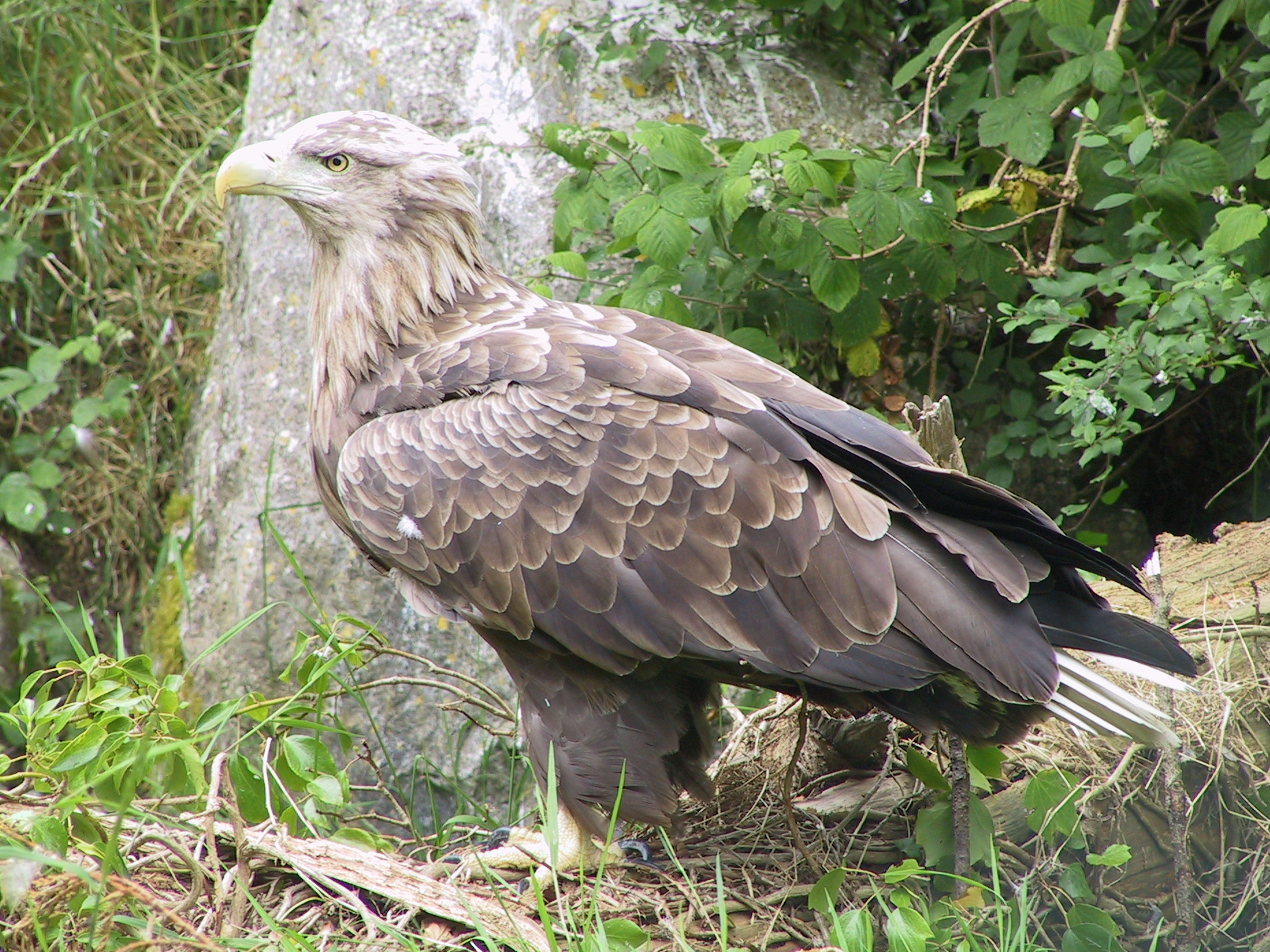
オジロワシ（♀）